# Pavetta murleensis
Pavetta murleensis är en måreväxtart som beskrevs av Georg Cufodontis. Pavetta murleensis ingår i släktet Pavetta och familjen måreväxter.
Artens utbredningsområde är Etiopien. Inga underarter finns listade i Catalogue of Life.